# Alain Quemper
Pour les articles homonymes, voir Quemper.
Alain Quemper est un photographe de presse français né le 12 août 1947 à Paris et mort le 27 mai 2013 à Lésigny.

## Biographie
Alain Quemper débute très jeune à l'agence Dalmas, puis devient reporter, durant plusieurs années, à l'agence Paris International Presse. Plus qu'un métier, la photographie est pour lui une passion. Il totalise trente-cinq années de prise de vues en Bretagne et sur le littoral, à la recherche incessante de l'image parfaite unissant la lumière, le cadrage, le site, la couleur et l'être humain.

## Expositions et spectacles
- 2008 : Regard sur mai 68, Dorothy's gallery – Paris et La Halle - Paimpol - Art'Club Langage à Auvers-sur-Oise
- 2007 : La Pêche en Bretagne, Le Conquet
- 2006 : Entre Terre et Mer - Alain Quemper, photographe de la mer et des marins, musée de la mer - Paimpol.
- Spectacle Route Pêche, avec Bernard-Pierre Donnadieu en collaboration avec le Ministère de l'Agriculture, présenté Salon de l'agriculture de Paris puis au Musée Maritime de la Rochelle.
- 2004 : Cabaret marin, spectacle d’Alain Quemper, pour la composition musicale du spectacle, chansons chants..Charles Yves Ollivier.dit Charl’y Gaillard D’avant et sont groupe Gaillards d'avant avec l’acteur Bernard-Pierre Donnadieu, joué les 6, 7 et 8 août 2004 à Paimpol
- 1998 : Paroles de marin, photographies Alain Quemper Ploubazlanec, Aubervilliers

⁴